# フェデリーコ・ラヴァッリャ
フェデリーコ・ラヴァッリャ（Federico Ravaglia, 1999年11月11日 - ）は、イタリア・ボローニャ出身のサッカー選手。ボローニャFC1909所属。ポジションはゴールキーパー。姓はラヴァーリア、ラヴァリアなどとも表記される。

## 経歴
1999年11月11日、イタリアのエミリア＝ロマーニャ州ボローニャでアレッサンドロと共に双子の兄弟として生まれた。ボローニャ近郊のカステル・マッジョーレのクラブSCDプログレッソ・カルチョでサッカーを始めたが、当時チームにはジャコモ・ラスパドーリも在籍していた。その後セリエAのクラブであるボローニャFC1909の下部組織に加わった。
2018年7月10日、セリエCのFCズュートティロールに1年間の期限付き移籍で加入した。
2019年7月23日、セリエCのASグッビオ1910に期限付き移籍で加入した。
2020-21シーズンは再びボローニャの一員に戻ると、2020年12月13日にホームで行われた第11節ASローマとの試合で、負傷している正GKウカシュ・スコルプスキに代わって先発出場。試合は1-5で敗れたもののセリエA初出場を果たした。
2021年7月17日、セリエBのフロジノーネ・カルチョに1年間の期限付き移籍で加入した。
2022年7月21日、セリエBのレッジーナ1914に1年間の期限付き移籍で加入した。2023年1月13日、契約を早期に打ち切り、ボローニャに復帰した。